# Renault Alpine GTA
Renault Alpine GTA var en sportsvogn fra den franske bilfabrikant Alpine, som blev bygget mellem slutningen af 1984 og foråret 1991. GTA (Grand Tourisme Alpine) var en intern modelbetegnelse, mens salgsbetegnelsen i Europa var V6 GT eller V6 Turbo.

## Karrosseri og byggeform
Ligesom forgængeren A310 var GTA en "2+2-sæder"-coupé med kunststofkarrosseri. Motoren var placeret bagi og drev baghjulene gennem en femtrins manuel gearkasse. Under bagklappen befandt der sig derudover et lille bagagerum med et indhold på 90 liter og foran 220 liter mere. Typisk for sportsvogne var baghjulene ca. 30 mm bredere end forhjulene. Alpine A310 havde en vægtfordeling på 53% til 47%.

## V6 GT
I 1984 introduceredes den nye model med den fra forgængeren A310 kendte 2,7-liters V6-karburatormotor (PRV-motor) med en effekt på 118 kW (160 hk).

## V6 Turbo
I 1985 introduceredes en model med den fra Renault 25 hentede 2,5-liters V6-motor med benzinindsprøjtning og turbolader, som her ydede 147 kW (200 hk) og gav Alpine GTA en topfart på 250 km/t. I 1987 fulgte en version med katalysator, som grundet et lavere kompressionsforhold kun ydede 136 kW (185 hk).